# Zokov Gaj
Zokov Gaj je naselje u Republici Hrvatskoj, u sastavu Općine Zdenci, Virovitičko-podravska županija. Nalazi se na županijskoj cesti ŽC 4064 Zokov Gaj - Bokšić.

## Stanovništvo
Prema popisu stanovništva iz 2001. godine, naselje je imalo 155 stanovnika. te 56 obiteljskih kućanstava. Većinsko stanovništvo čine Slovaci.
| broj stanovnika |       | 133   | 288   | 438   | 452   | 343   | 356   | 344   | 445   | 494   | 472   | 322   | 247   | 266   | 155   | 133   | 83    |
|                 | 1857. | 1869. | 1880. | 1890. | 1900. | 1910. | 1921. | 1931. | 1948. | 1953. | 1961. | 1971. | 1981. | 1991. | 2001. | 2011. | 2021. |

## Povijest
Zokov Gaj naselili su Slovaci između 1850. i 1855.,a još doseljavaju tada u Duga Međa, Staro Petrovo Polje, Čačince, Slavonske Bare i Podruminu. U to doba Zokov Gaj je bilo najveće selo u kojem žive Slovaci u Slavoniji. Novi doseljenici dolaze na poziv veleposjednika Šrama i Pfeifera, a za rad na zemlji i krčenju okolnih šuma. Kasnije, krajem 19. stoljeća, posjed i zemljište na kojem je bilo selo otkupio je veleposjednik Gutmann, te htio iseliti selo. Mještani su vodili sudski spor za dokazivanje vlasništva sve do 1927. Većina stanovnika posao pronalazi na obližnjem ribnjaku Grudnjak i na Gutmanovom posjedu Majer. Vremenom većina stanovništva je asimilirana ili se izjašnjavaju kao Hrvati. Matica Slovačka u Zokovom Gaju osnovana je u siječnju 2003. i od tada radi na očuvanju starih običaja ("Čijanje perja"("Drapanje perja")) i podučavanju slovačkog jezika.  U svibnju 2004. selo je posjetio tadašnji predsjednik Republike Hrvatske Stjepan Mesić povodom otvaranja vodovoda u selu. Zbog blizine ribnjaka i Zdenačke rijeke, selo kod većih kiša bude poplavljeno.

## Crkva
U selu se nalazi kapelica koja pripada Rimokatoličkoj župi Sv. Petar apostol sa sjedištem u susjednom Bokšiću i našičkom dekanatu Požeške biskupije.

## Udruge
- Matica Slovačka Zokov Gaj- Matica Slovenska v Zokovom Gaju[6]

## Vanjske poveznice
- http://www.icv.hr/2018/02/Matica-Slovacka-Zokov-Gaj-priredila-tradicionalnu-manifestaciju-prikaza-čijanja-perja/%5Bneaktivna+poveznica%5D
- https://www.savez-slovaka.hr/
- http://www.glas-slavonije.hr/295089/4/Malo-selo-brine-se-o-slovackoj-bastini